# Гафуров, Салохиддин Исмаилович
Салохиддин Исмаилович Гафуров (род. 5 мая 1962, Таджикская ССР, СССР) — советский футболист, таджикский тренер по футболу. Мастер спорта СССР (1991).

## Биография
Футбольную карьеру начал в Курган-Тюбе. В 1980—1985 и 1987—1991 играл за «Пахтакор» / «Вахш» (Курган-Тюбе) во 2-й лиге чемпионата СССР на позиции защитника. В 1996—1999 продолжал выступления за «Вахш», участвовал в матчах Кубка чемпионов Содружества.
В 2000 — главный тренер национальной сборной Таджикистана. Затем тренировал гозималикский «Худжа Каримов».
С 2006 года неоднократно занимал должности главного тренера, ассистента, тренера-консультанта в молодежных и юношеских сборных Таджикистана. Также работал техническим директором Федерации футбола Таджикистана.
Одновременно с работой в сборных возглавлял клубы. В 2007—2008 годах тренировал «Вахш». В 2007 признан одним из лучших тренеров Таджикистана.
В 2009—2010 возглавлял «Истиклол».
В 2017 году работал главным тренером «Панджшера».

## Достижения
- Чемпион Таджикистана 1997
- Обладатель кубка Таджикистана 1997